# Kgalemang Motsete
Dr Kgalemang Tumedisco Motsete (ur. 24 września 1899 lub w 1900, zm. 1974 w Mahalapye) – botswański pisarz, kompozytor, polityk, nauczyciel i teolog.

## Życiorys
Pochodził z Serowe. Przez większość życia był wychowywany przez ojca, gdyż matka zmarła, kiedy Motsete miał cztery lata. Dużo czasu poświęcał na naukę, a dostęp do edukacji ułatwiały mu kontakty jego ojca z misjonarzami. Ukończył Western School w Serowe jako jeden z najlepszych uczniów. Za swoje osiągnięcia otrzymał stypendium, dzięki któremu podjął nauki w Tigerkloof College w Związku Południowej Afryki. W 1918 roku zdobył tam nauczycielski certyfikat Standard Six Teachers Certificate. Następnie wyjechał na studia do Wielkiej Brytanii, na Uniwersytet Londyński, gdzie uczył się historii starożytnej, geografii, matematyki oraz języków: angielskiego i łacińskiego. W 1928 roku zdobył dyplom z wyróżnieniem z filozofii. Uczył się też w dziedzinie muzyki, uzyskując tytuł Master of Arts. W 1932 roku powrócił do Botswany (zwanej wówczas Beczuaną).
Dzięki jego staraniom powstała pierwsza ponadpodstawowa szkoła w północnej Beczuanie (albo nawet w całej Beczuanie) oraz Tati Training Institute (w 1938 roku przeniesiona do Francistown), na której rozwój uzyskał środki w wysokości 25 tysięcy dolarów.
Był liderem Beczuańskiej Partii Ludowej, pierwszej dużej partii politycznej przed uzyskaniem przez Botswanę niepodległości; prowadził też swój chór.
Napisał tekst i muzykę do Fatshe leno la rona, narodowego hymnu Botswany, który został przyjęty po ogłoszeniu niepodległości 30 września 1966 roku.
Jego podobizna widnieje na narodowej walucie Botswany – jest to banknot o nominale 20 pula.